# Peter Wok von Rosenberg

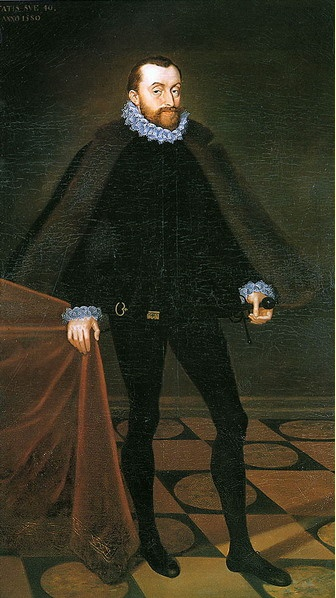
Peter Wok von Rosenberg

Peter Wok von Rosenberg (tschechisch Petr Vok z Rožmberka; * 1. Oktober 1539 in Krumau; † 6. November 1611 in Wittingau) war ein böhmischer Ständepolitiker. Mit ihm erlosch das Adelsgeschlecht der Rosenberger im Mannesstamm.

## Leben
Peter Wok von Rosenberg war das jüngste Kind des Jost III. von Rosenberg aus dessen zweiter Ehe mit Anna von Roggendorf († 1562). Als er 14 Tage alt war, starb sein Vater. Deshalb wurde er zunächst von Peter V. von Rosenberg erzogen und später unter die Vormundschaft Albrecht von Guttensteins (z Gutnštejna) sowie Hieronymus Schlicks von Passaun und Ulrich Holickýs von Sternberg gestellt. 1547–1551 erhielt er Unterricht von dem Hauslehrer Gabriel Svěchin von Paumberk, dem 1552–1557 Jan Makovský von Makov (auch Jan Aquarius Soběslavský genannt) folgte. Anschließend führte er einen eigenen kleinen Hofstaat. Als einziger Rosenberger wandte er sich dem Protestantismus zu.
Anfang der 1560er-Jahre gelang ihm die Aufnahme in den Dienst des Kaisers Maximilian II. Am Kaiserhof lernte er Wilhelm I. von Oranien kennen, der ihn zu einer Reise durch das nordwestliche Europa inspirierte. Am 8. Dezember 1562 unternahm er in Begleitung weiterer Adeliger eine Kavalierstour, die ihn über Deutschland in die Niederlande und weiter nach England führte (Frankfurt, Köln, Aachen, Antwerpen, Brüssel, Gent, Brügge, London, Utrecht und Amsterdam). Am 23. April 1563 kehrte er nach Krumau zurück.
1565 erhielt er von seinem älteren Bruder Wilhelm von Rosenberg (Vilém z Rožmberka) die Herrschaften Winterberg, Želeč, Choustnik und Sobieslau als Lehen. 1569 erwarb er die Herrschaft Bechin. Dort residierte er auf der Burg, die er durch den italienischen Baumeister Baldassare Maggi zu einem Renaissance-Schloss umbauen ließ.
Mit 41 Jahren vermählte er sich am 14. Februar 1580 mit Katharina von Ludanitz (Kateřina z Ludanic), die als letzte ihres Geschlechts die mährische Herrschaft Helfstein in die Ehe brachte. Schon vorher trat er zu den Böhmischen Brüdern über, denen auch seine Frau schon vor der Hochzeit angehörte.
Nach dem Tod seines Bruders Wilhelm (Vílem) wurde Peter Wok 1592 Regent des Hauses Rosenberg. Neben seinen eigenen Besitzungen gehörten ihm nunmehr auch die Rosenberger Besitzungen Krumau, Prachatitz, Netolice, Rosenberg, Wittingau, Gratzen, Helfenburg, Drslavice, Libějovice, Miličín, Haslach sowie die Städte Reichenstein und Silberberg im schlesischen Herzogtum Münsterberg. Bereits 1593 musste er wegen hoher Verschuldung Helfenburg und Miličín, 1596 Bechin, Želeč und Stráž nad Nežárkou, 1595 bis 1597 nach und nach die Herrschaft Choustník, 1599 das österreichische Haslach und die schlesischen Bergwerke Reichenstein und Silberberg verkaufen. 1601 veräußerte er die Herrschaft Krumau an Kaiser Rudolf II., außerdem Prachatice und Netolice. 1596 hatte er Bechyně an die Herren von Sternberg verkauft.
Zu einer finanziellen Last wurden für Peter Wok auch die erneut aufflammenden Kämpfe gegen die Türken. 1594 wurde er zum Oberstmarschall der böhmischen Stände ernannt. Er zog mit einer demotivierten, unterbezahlten und schlecht verpflegten Armee nach Komorn in Ungarn. Da sich die Türken wegen des nahenden Winters zurückgezogen hatten, konnte das böhmische Heer die Festung Komorn kampflos einnehmen.
Nach dem Verkauf der Herrschaft Krumau residierte Peter Wok ab 1602 auf Schloss Wittingau. Dorthin wurde auch das umfangreiche Rosenberg Familienarchiv sowie die kostbare Bibliothek verlegt. Beide standen unter der Leitung des Archivars und Bibliothekars Václav Březan, der die Bestände ordnete und die Geschichte des Hauses Rosenberg erforschte.
Hier trafen die führenden Persönlichkeiten der mitteleuropäischen Stände zusammen. Obwohl Peter Wok von Rosenberg nur ausnahmsweise an den Sitzungen des Böhmischen Landtags teilgenommen hatte, gehörte er zu den über das politische Geschehen in Mitteleuropa am besten informierten böhmischen Adligen. Die Informationen über religiöse und politische Konflikte erwarb er aus der Berichterstattung der handgeschriebenen Wochenzeitungen, aus Briefen und persönlichen Unterredungen mit Gästen aus dem Römisch-deutschen Reich, den österreichischen und böhmischen Ländern.
Von 1606 bis 1609 veranstaltete Peter Wok in Wittingau einige Versammlungen der Ständeopposition in Böhmen und erwarb sich Verdienste bei der Herausgabe des Majestätsbriefs, mit dem den protestantischen Ständen die Religionsfreiheit zugesichert wurde. Am 23. Juni 1609 wurde er zum Ehrenvorsitzenden einer 30-köpfigen Direktorenregierung gewählt. Kurz vor seinem Tod finanzierte er die Abdankung des Passauer Heeres, das in Südböhmen eingefallen war und dort plünderte, indem er Matthias ein großzügiges Darlehen zur Auszahlung des ausständigen Soldes an das Passauer Heer gewährte, um das Passauer Heer zum Abzug aus Böhmen zu bewegen.
Wie sein Bruder Wilhelm förderte auch Peter Wok Wissenschaft und Literatur. Vor allem sammelte er naturwissenschaftliche Geräte und Kuriositäten und unterstützte naturkundliche Untersuchungen sowie die Herausgabe historischer und theologischer Werke. Beide Brüder unterstützten die Karlsuniversität und richteten auf ihren Dominien Mittelschulen ein. In Soběslav errichtete Peter Wok ein protestantisches Mustergymnasium. Wie sein Bruder interessierte er sich für Alchemie, wenn auch nicht in der Intensität wie sein Bruder.
Peter Wok von Rosenberg starb 1611 kinderlos. Mit ihm erlosch das Geschlecht der Rosenberger im Mannesstamm. Er wurde in der Familiengruft im Kloster Hohenfurth an der Seite seiner bereits 1601 verstorbenen Frau bestattet.
Zum Erben seiner Herrschaft Rosenberg bestimmte er seinen Neffen Johann Zrinski von Seryn, der ein Sohn von Peter Woks Schwester Eva und deren Mann Nikola Šubić Zrinski war. Da Johann Zrinski schon 1612 starb, gelangte Rosenberg zusammen mit den anderen Besitzungen Peter Woks entsprechend einem Erbvertrag aus dem Jahre 1484 an die Herren von Schwamberg. In seinem Testament bedachte er auch die Hofdame seiner Ehefrau Zuzana Vojířová von Vacovice, der er in Soběslav ein Haus („Rožmberský dům“) überließ. Von ihrer angeblichen Romanze mit Peter Wok handelt die 1958 uraufgeführte Oper Zuzana Vojířová von Jiří Pauer und Jan Bor, die 1983 unter der Regie von Petr Weigl verfilmt wurde.

## Rosenbergische Bibliothek

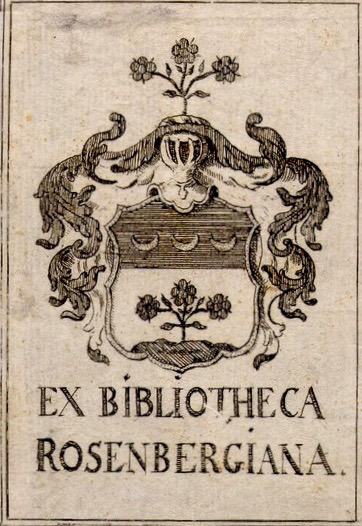
Ex bibliotheca rosenbergiana

Die überwiegend von Peter Woks Bruder Wilhelm zusammengetragene Bibliothek integrierte Bestände aus den zerstörten Klöstern in Borovany (Forbes) und Třeboň (Wittingau). Parallel dazu wuchs für Bechyně	(Bechin) die Bibliothek Peter Woks. Die von den Brüdern angelegten Bibliotheken umfassten kostbare Handschriften und Inkunabeln. Mit den rund 11.000 Bänden war sie eine der größten Adelsbibliotheken des 16. Jahrhunderts.
Nach 1601 wurden beide Bibliotheken in Třeboň vereint und in einem neu errichteten Gebäude untergebracht. Die Bestände wurden mit Exlibris des Aegidius Sadeler ausgestattet und durch Václav Březan katalogisiert. Viele Bücher trugen zudem das Supralibros von Peter Wok und seiner Gemahlin Katerina von Ludanic. Nach dem Tode Peter Woks im Jahre 1611 umfasste die Bibliothek insgesamt etwa 11.000 Bände und ging als Erbe an die Herren von Švamberk. Peter von Švamberk aus der Reihe Schwanberg von Bor nahm 1618 bis 1620 am böhmischen Aufstand teil, weshalb nach der Niederschlagung sein Besitz konfisziert und die Bibliothek 1647 in die Prager Burg gebracht wurde. Dort wurde sie mit den Sammlungen des Kaisers Rudolf II. zusammengelegt. Im Dreißigjährigen Krieg wurden die wertvollen Sammlungen 1647 Beute der Schwedischen Armee beim Prager Kunstraub.
Ihre inhaltliche Zusammensetzung zum Jahre 1610 ergibt sich aus dem von Václav Březan erstellten vierbändigen Katalog, der ebenfalls weggebracht wurde und der sich heutzutage in der Königlichen Bibliothek in Stockholm befindet.  Die Bücher aus der Rosenbergischen Bibliothek befinden sich in der Königlichen Bibliothek in Stockholm, aber auch in Strängnäs, Västerås und Åbo/Turku. Andere Teile kamen nach Uppsala und Lund.
Der Katalog von Václav Březan, der sich ebenfalls in Stockholm befindet, diente der Königlichen Schwedischen Bibliothek als Vorbild für die eigene Katalogisierung. Der Großteil der Rosenbergschen Bibliothek wurde 1697 beim Brand des königlichen Schlosses vernichtet. Werke aus Rosenbergscher Provenienz sind in Böhmen und Mähren nur in geringer Zahl erhalten geblieben.